# Владе Дівац
Владе Дівац (серб. Владе Дівац; англ. Vlade Divac; 3 лютого 1968, м. Прієполе, СР Сербія, СФР Югославія) — югославський і сербський баскетболіст. Грав на позиції центрового. Дівац був одним з перших європейських гравців, що досягли значних успіхів в Національній баскетбольній асоціації, де він виступав за команди «Лос-Анджелес Лейкерс», «Шарлотт Горнетс» і «Сакраменто Кінґс» [1]. В складі збірної Югославії двічі ставав срібним призером Олімпійських ігор, двічі — чемпіоном світу, тричі — чемпіоном Європи. 24 лютого 2009 року був обраний головою Олімпійського комітету Сербії [2]. Віце-президент з баскетбольних операцій і генеральний менеджер клубу НБА «Сакраменто Кінгз».

## Біографія

### Європа
Владе Дівац почав займатися баскетболом в клубі «Елан» зі свого рідного міста Прієполе, потім перейшов в клуб «Слога» з міста Кралєво . З цією командою він в 16 років підписав свій перший професійний контракт [3] . Влітку 1986 року він перейшов в один з провідних клубів Югославії, белградський «Партизан». У тому ж році він дебютував у складі національної збірної Югославії на чемпіонаті світу, що проходив в Іспанії, де югослави поступилися в овертаймі півфінального матчу збірної СРСР і в підсумку посіли третє місце.
У складі «Партизана» Дівац в 1987 році виграв чемпіонат Югославії, в 1988 році грав у півфіналі Євроліги, в 1989 році став володарем Кубка Югославії і Кубка Корача. Хоча він відіграв всього п'ять сезонів в європейських професійних клубах, в 2008 році Дівац був включений до почесного списку 50 осіб, які найбільше вплинули на розвиток Євроліги [4]. У складі збірної Югославії, однією з найсильніших національних команд кінця 1980-х років, він став переможцем баскетбольного турніру на літній Універсіаді та бронзовим призером чемпіонату Європи в 1987 році, срібним призером Олімпійських ігор 1988 року, чемпіоном Європи 1989 і 1991 років, чемпіоном світу 1990 року.

### НБА
Успіхи національної збірної Югославії на міжнародній арені помітило і керівництво клубів Національної баскетбольної асоціації, які стали вибирати на драфті європейських баскетболістів. З дванадцяти гравців олімпійської збірної Югославії 1988 року шестеро виявилися в клубах НБА: Дражен Петрович («Портленд Трейл Блейзерс»), Тоні Кукоч («Чикаго Буллз»), Жарко Паспаль («Сан-Антоніо Сперс»), Стойко Вранковіч, Діно Раджа (обидва — «Бостон Селтікс») і Владе Дівац. Дівац був обраний на драфті НБА 1989 під 26-м номером командою «Лос-Анджелес Лейкерс», ставши першим іноземцем, задрафтований цим клубом. У 1980-х «Лейкерс» були однією з найсильніших команд асоціації, лідерами якої були Меджік Джонсон, Карім Абдул-Джаббар і Джеймс Уорти, і п'ять разів вигравали чемпіонат НБА. Однак Дівац прийшов в команду якраз тоді, коли в ній почався спад. У 1989 році завершив кар'єру Абдул-Джаббар, один з кращих центрових в історії баскетболу, і перед Діваца стояло завдання його замінити.
У своєму дебютному сезоні Владе не був основним гравцем «Лейкерс», проте взяв участь у всіх матчах регулярного сезону, виходячи на заміну, допомагав команді, набираючи очки і роблячи підбори, і за підсумками сезону був удостоєний включення в першу збірну новачків НБА. З наступного сезону і до середини 1990-х Дівац був основним центровим «Лейкерс», популярною фігурою серед уболівальників, а після відходу з баскетболу Меджіка Джонсона став лідером команди. Однак команда не показувала видатних результатів рівня 1980-х, в 1994 році навіть не змогла вийти в плей-офф. У 1995 році в складі збірної Югославії Дівац втретє став чемпіоном Європи. У 1996 році керівництво «Лейкерс» вирішило провести в команді масштабну реконструкцію, в результаті якої з «Орландо Меджик» був запрошений один з кращих центрових НБА тих років, Шакіл О'Ніл, а Діваца віддали в «Шарлотт Хорнетс», отримавши натомість права на перспективного сімнадцятирічного новачка Кобі Брайанта [5] .
У 1996 році Дівац був основним центровим збірної Югославії на Олімпійських іграх в Атланті, де югослави програли в фіналі збірної США, складеної із зірок НБА. У складі «Шарлотт Хорнетс» Дівац відіграв два сезони, обидва рази команда грала в плей-офф, але далі першого раунду не проходила. У 1998 році Владе став вільним агентом. Через локаут в НБА сезон 1998/1999 він почав у складі белградського клубу «Црвена Звезда». Після закінчення локауту повернувся в США і підписав контракт з «Сакраменто Кінгз». У тому ж році в складі «Кінгз» з'явився співвітчизник і партнер Діваца по збірній Предраг Стояковіч, який грав на позиції легкого форварда, а також важкий форвард Кріс Веббер. Ці три гравці підняли команду з Сакраменто, що в 1990-і лише один раз зуміла вийти в плей-офф НБА, до рівня одного з найсильніших клубів асоціації. За Діваца «Кінгз» жодного разу не залишалися поза зоною плей-офф, двічі вигравали складний Тихоокеанський дивізіон, де традиційно були першими «Лос-Анджелес Лейкерс», в 2002 році грали проти «Лейкерс» у фіналі Західної конференції і поступилися їм у впертій боротьбі 3 -4. У 2001 році Дівац в перший і останній раз у своїй кар'єрі брав участь в Матчі всіх зірок НБА. 31 березня 2009 року керівництво «Кінгз» відзначило внесок Діваца в успіхи команди і на урочистій церемонії закріпило за ним 21-й номер, під яким він виступав [6] .
Після закінчення сезону 2003/2004 контракт Діваца з «Кінгз» закінчився і він став вільним агентом. У 2004 році після поразки в фіналі НБА «Лос-Анджелес Лейкерс» покинули Карл Мелоун, Гері Пейтон, Дерек Фішер і провідний гравець команди останніх 8 сезонів Шакіл О'Ніл, тому керівництво команди запросило сербського ветерана в якості заміни останньому. Однак в сезоні 2004/2005 через проблеми зі спиною Дівац зміг взяти участь лише в 15 матчах, які він починав на лаві запасних. Після закінчення сезону він оголосив про завершення кар'єри. Всього в НБА він провів 16 сезонів, взяв участь в 1134 матчах регулярного сезону, в яких набрав 13364 очка, зробив 9294 підбирань, 3522 передачі і 1630 блокшотов[1] .

### Діяльність після завершення баскетбольної кар'єри
Після завершення кар'єри гравця Дівац деякі час залишався в «Лейкерс», виконуючи функції європейського скаута клубу [1] . У липні 2006 року Дівац прийняв пропозиції свого друга, відомого сербського футболіста Предрага Міятовича, призначеного спортивним директором іспанського футбольного клубу " Реал Мадрид ", і увійшов до керівного складу баскетбольної команди «Реала» . Однак його роль в клубі була в основному символічною, і метою цього призначення було підвищення престижу клубу [7] .
У 2008 році Владе Дівац з'явився на фіналі конкурсу пісні Євробачення 2008 року і, кинувши баскетбольний м'яч в зал для глядачів, оголосив про початок процедури глядацького голосування.
24 лютого 2009 року Дівац був обраний головою Олімпійського комітету Сербії. Він змінив Івана Чурковіча, який зняв свою кандидатуру в останній момент [2] .
31 серпня 2015 року був призначений віце-президентів з баскетбольних операцій і генеральним менеджером клубу «Сакраменто Кінгз» [8] .

## Особисте життя
Владе Дівац і його дружина Сніжана мають двох синів, Луку і Матію, а також прийомну дочку Петру, удочеренну ними після того, як її батьки були вбиті снайперами з Армії визволення Косова [9] .